# Clan Yura

Il mon (emblema) del clan Yura

Il clan Yokose (横瀬氏?, Yokose-shi) fu un piccolo clan giapponese che governò nel sud della provincia di Kōzuke durante il periodo Sengoku. Inizialmente era conosciuto come clan Yokuse ma successivamente Yura Narishige cambiò il cognome di famiglia in Yura.

## Storia
Il clan Yura era originariamente servitore della famiglia Iwamatsu, ma quest'ultimi vennero spodestati dal clan Yokose attorno al 1528 da Yura Narishige. Riuscirono a comandare anche il clan Ashikaga Nagao attraverso matrimoni combinati espandendo i propri territori nell'area circostante. Verso il 1565 cambiarono il nome in Yura. Avevano la propria roccaforte nel castello di Kanayama. Con la crescita del clan anche il castello fu rinforzato in una solida fortezza. Questo castello fu attaccato diverse volte da daimyō molto potenti quali Uesugi Kenshin (1574), Takeda Katsuyori (1580) e Satake Yoshishige (1583).
Inizialmente gli Yura erano vassalli del clan Uesugi ma successivamente si allearono agli Hōjō. Un furioso Uesugi Kenshin ordinò al clan Satake di attaccare il castello che comunque non fu espugnato.
Gli Yura riuscirono a mantenere una certa indipendenza sotto agli Hōjō ma nel 1584 quest'ultimi cercarono di governare direttamente quest'area confinando il signore Yura Kunishige che era andati a visitarli. Gli Hōjō assediarono il castello che resistette per oltre quindici mesi, ed alla fine con la condizione che il capo del clan potesse ritornare aprirono le porte del castello che fu consegnato.
Dopo aver abbandonato il castello di spostarono al castello di Kiryu e continuarono ad esistere come Kōke durante il periodo Edo.

## Membri importanti del clan
- Yokoze Yasushige (横瀬泰繁?) (1484-1545) settimo capo del clan, durante la battaglia di Musashi-Suga suo padre morì e lui fu ferito. Uccise Masazumi Iwamutsu, si rinconciliò con il figlio di quest'ultimo, e morì successivamente nella battaglia di Shimotsuke-Mibu.
- Yura Narishige (由良成繁?) (1506-1578) ottavo capo del clan, cambiò il nome della famiglia in Yura. Servì gli Uesugi e combatté contro gli Hōjō.
- Yura Kunishige (由良国繁?) (1550-1611) nono capo del clan e figlio di Narishige. Attaccò il castello di Odawara nel 1590. Ricevette terre per aver supportato Toyotomi Hideyoshi.
- Nagao Arawacho (長尾顕長?) (1552-1621) capo del clan Ashikaga Nagao. Figlio di Narishige. Sposò una figlia di Nagao Kagenaga e divenne suo erede. Si schierò con gli Hōjō durante l’assedio di Odawara andando in rovina dopo la loro sconfitta.
- Watase Shigeaki (渡瀬繁詮?) (1555-1595) Figlio di Narishige. Servì Toyotomi Hideyoshi e ricevette terre nel Totomi dopo l’assedio di Odawara. Coinvolto più tardi nelle disgrazie di Toyotomi Hidetsugu gli venne ordinato di commettere seppuku.